# 10736 Marybrück
10736 Marybrück è un asteroide della fascia principale. Scoperto nel 1988, presenta un'orbita caratterizzata da un semiasse maggiore pari a 2,9850474 UA e da un'eccentricità di 0,0385012, inclinata di 8,97259° rispetto all'eclittica.